# معامل توبين q
معامل توبين q (أو نسبة q، ونسبة v لكالدور) هي النسبة بين القيمة السوقية للأصل المادي وقيمة استبداله. تم تقديمها لأول مرة من قبل نيكولاس كالدور في عام 1966 في ورقته البحثية: الإنتاجية الحدية ونظريات التوزيع في الاقتصاد الكلي: تعليق على صامويلسون وموديجلياني. وتم ترويجها بعد عقد من الزمن بواسطة جيمس توبين، الذي وصف كميتيها في عام 1970 على النحو التالي:
الأول، أي البسط، هو القيمة السوقية: السعر السائد في السوق لتبادل الأصول القائمة.
أما الثاني، أي المقام، فهو تكلفة الاستبدال أو إعادة الإنتاج: السعر في السوق للسلع المُنتَجة حديثًا.
نحن نعتقد أن لهذه النسبة أهمية كبيرة على المستوى الكلي وفائدة عملية، باعتبارها تمثل حلقة الوصل بين الأسواق المالية وأسواق السلع والخدمات.

## القياس

### شركة واحدة
على الرغم من أن هذا لا يُعَدُّ معادلًا مباشرًا لنسبة توبين (Tobin's q) ، فقد أصبح من الشائع في أدبيات التمويل حساب هذه النسبة من خلال مقارنة القيمة السوقية لحقوق المساهمين والالتزامات الخاصة بالشركة مع القيم الدفترية المقابلة لها، وذلك نظرًا لصعوبة تقدير القيم الاستبدالية لأصول الشركة:
معادلة q لتوبين تُحسب كالآتي:
{\displaystyle {\frac {EMV+LMV}{EBV+LBV}}=q}
حيث:
- EMV = القيمة السوقية لحقوق الملكية

رسم بياني يُظهر نسبة q لتوبين لجميع الشركات الأمريكية منذ عام 1900، ويبيّن نسبة القيمة السوقية للأسهم إلى صافي الأصول المحسوبة على أساس تكلفة الاستبدال.

- LMV = القيمة السوقية للخصوم
- EBV = القيمة الدفترية لحقوق الملكية
- LBV = القيمة الدفترية للخصوم

ومن الممارسات الشائعة أيضًا افتراض تكافؤ القيمة السوقية والقيمة الدفترية للالتزامات، مما يؤدي إلى النتيجة التالية:
معادلة q لتوبين تُحسب كالآتي:
{\displaystyle {\frac {EMV+LBV}{EBV+LBV}}=q}
حيث:
- EMV = القيمة السوقية لحقوق الملكية
- LBV = القيمة الدفترية للخصوم
- EBV = القيمة الدفترية لحقوق الملكية

حتى لو افترضنا أن القيمة السوقية والقيمة الدفترية للخصوم متساويتان، فإن ذلك لا يجعل نسبة توبين مساوية لـ'نسبة السوق إلى القيمة الدفترية' أو 'نسبة السعر إلى القيمة الدفترية' المستخدمة في التحليل المالي، حيث تُحسب الأخيرة فقط بناءً على قيم حقوق الملكية (الأسهم)، وفقًا للصيغة التالية:
نسبة السوق إلى القيمة الدفترية تُحسب كالآتي:
{\displaystyle {\frac {EMV}{EBV}}={\text{P/B}}}
حيث:
- EMV = القيمة السوقية لحقوق الملكية
- EBV = القيمة الدفترية لحقوق الملكية

غالبًا ما يُستخدم في التحليل المالي أيضًا مقلوب هذه النسبة، أي 'نسبة القيمة الدفترية إلى السوق'، والتي تُحسب كما يلي:
{\displaystyle {\frac {EBV}{EMV}}={\text{B/P}}}
حيث:
- EBV = القيمة الدفترية لحقوق الملكية
- EMV = القيمة السوقية لحقوق الملكية

النسبة للشركات المدرجة في البورصة، غالبًا ما تُذكر القيمة السوقية لحقوق الملكية (أو ما يُعرف بالقيمة السوقية للأسهم) في قواعد البيانات المالية. ويمكن حساب هذه القيمة عند نقطة زمنية معينة باستخدام المعادلة التالية:{\displaystyle N\times P=EMV}
حيث:
- EMV = القيمة السوقية لحقوق الملكية
- N = عدد الأسهم
- P = سعر السهم

### الشركات المجمعة
هناك استخدام آخر لمعامل q يتمثل في تقييم السوق ككل بالنسبة إلى صافي ثروة الشركات. وتُحسب هذه النسبة وفقًا للصيغة التالية:
نسبة q السوقية تُحسب كالآتي:
{\displaystyle {\frac {SMV}{CNW}}=q}
حيث:
SMV = القيمة السوقية لسوق الأسهم
CNW = صافي قيمة الشركات

## التأثير على الاستثمار الرأسمالي
إذا كانت القيمة السوقية تعكس فقط الأصول المسجلة في دفاتر الشركة، فإن معامل توبين سيكون مساويًا لـ 1.0
إذا كانت قيمة q لتوبين أكبر من 1.0، فهذا يشير إلى أن القيمة السوقية للشركة تتجاوز القيمة الدفترية لأصولها. ويُفهم من ذلك أن السوق يُقدّر وجود أصول غير ملموسة أو غير مدرجة في السجلات المحاسبية التقليدية. وتشجع القيم المرتفعة لـ q الشركات على زيادة استثماراتها في رأس المال، لأنها قادرة على اقتناء أصول تُقيّم في السوق بأكثر من تكلفتها الفعلية.
إذا كان سعر سهم الشركة — وهو مقياس لقيمتها السوقية في سوق رأس المال — يبلغ 2 دولار، في حين أن تكلفة رأس المال في السوق تبلغ 1 دولار فقط، بحيث تكون نسبة q أكبر من 1، فإن الشركة يمكنها إصدار أسهم جديدة واستثمار العائدات في رأس المال، مما يتيح لها تحقيق ربح اقتصادي.
ومن ناحية أخرى، إذا كانت قيمة q لتوبين أقل من 1، فهذا يعني أن القيمة السوقية للشركة أقل من القيمة الدفترية لأصولها. ويُشير ذلك إلى أن السوق قد يُقلل من تقدير قيمة الشركة، أو أن بإمكان الشركة تحسين ربحيتها من خلال تقليص رأس المال — إما ببيع بعض الأصول أو بعدم استبدال الأصول المتآكلة.
يشير جون ميهاليفيتش إلى أنه "لا توجد آلية موازنة مباشرة في حال انخفاض نسب Q، أي عندما يُقيّم السوق أحد الأصول بأقل من تكلفة إحلاله (Q < 1). في هذه الحالة، يشير السوق إلى أن الأصول الحقيقية المستخدمة لن تحقق معدل عائد كافٍ، مما يدفع مالكي هذه الأصول إلى قبول خصم على قيمة الاستبدال إذا رغبوا في بيعها في السوق. إذا أمكن بيع الأصول الحقيقية بتكلفة الإحلال، مثلاً من خلال تصفية الأصول، فإن هذا الإجراء سيكون مفيدًا للمساهمين، لأنه سيرفع نسبة Q إلى مستوى التكافؤ (Q → 1). أما بالنسبة لسوق الأسهم ككل، وليس لشركة واحدة فقط، فلا ينطبق عادةً استنتاج وجوب تصفية الأصول. إذ إن انخفاض نسبة Q للسوق بأكمله لا يعني بالضرورة أن إعادة توزيع الموارد على نطاق واسع في الاقتصاد ستؤدي إلى خلق قيمة جديدة. بدلاً من ذلك، قد يعكس انخفاض نسبة Q على مستوى السوق تشاؤمًا مفرطًا لدى المستثمرين بشأن العوائد المستقبلية للأصول."
اكتشف لانج وستولز أن الشركات المتنوعة تمتلك نسبة q أقل من الشركات المركزة، لأن السوق يقلل من قيمة أصول الشركات المتنوعة
تُظهر رؤى توبين أن تحركات أسعار الأسهم تنعكس على التغيرات في الاستهلاك والاستثمار، على الرغم من أن الأدلة التجريبية تشير إلى أن العلاقة بينهما ليست قوية كما قد يُعتقد. ويرجع ذلك إلى أن الشركات لا تعتمد في قراراتها الاستثمارية الثابتة فقط على تحركات أسعار الأسهم بشكل مباشر، بل تأخذ في اعتبارها أيضًا أسعار الفائدة المستقبلية والقيمة الحالية للأرباح المتوقعة.

## تأثيرات أخرى على q
يقيس معامل توبين q متغيرين: السعر الحالي لأصول رأس المال كما يقيسها المحاسبون أو الإحصائيون، والقيمة السوقية للأسهم والسندات. ومع ذلك، هناك عوامل أخرى قد تؤثر على قيمة q، منها:
- الضجيج والمضاربات في السوق، والتي قد تعكس، على سبيل المثال، آراء المحللين حول آفاق الشركات، أو المضاربات الناتجة عن شائعات العطاءات.
- "رأس المال الفكري" للشركات، وهو المساهمة غير المقاسة من المعرفة، وحسن النية، والتكنولوجيا، وغيرها من الأصول غير الملموسة التي قد تمتلكها الشركة لكنها غير مسجلة في دفاتر المحاسبة. تسعى بعض الشركات إلى تطوير طرق لقياس هذه الأصول غير الملموسة مثل رأس المال الفكري. انظر بطاقة الأداء المتوازن.

يقال قيمة q لتوبين إنها تتأثر بالضجيج في السوق والأصول غير الملموسة، ولهذا نلاحظ تقلبات في قيمة q حول القيمة 1.

## معامل كالدور v ومعامل توبين q
في ورقته البحثية التي كتبها عام 1966 بعنوان "الإنتاجية الحدية ونظريات التوزيع الاقتصادية الكلية: تعليق على صامويلسون وموديجلياني"، والتي شارك في تأليفها مع لويجي باسينيتي، قدم نيكولاس كالدور هذه العلاقة كجزء من نظريته الأوسع في التوزيع التي كانت غير هامشية. تُعرف هذه النظرية اليوم باسم "نموذج نمو كامبريدج"، نسبةً إلى الموقع (جامعة كامبريدج، المملكة المتحدة) حيث تم ابتكار هذه النظريات. يكتب كالدور في المقال:
"نسبة التقييم" (v) هي العلاقة بين القيمة السوقية للأسهم ورأس المال المستخدم من قبل الشركات.
ثم يواصل كالدور استكشاف خصائص نسبة التقييم (v) على المستوى الاقتصادي الكلي المناسب، وينتهي إلى استخلاص المعادلة التالية:
{\displaystyle v={\frac {1}{c}}\cdot \left[{\frac {s_{w}}{g}}\cdot {\frac {Y}{K}}-{\frac {s_{w}}{s_{c}}}(1-i)-i(1-c)\right]}
حيث:
- c هو الاستهلاك الصافي من رأس المال،
- sw هو مدخرات العمال،
- g هو معدل النمو،
- Y هو الدخل،
- K هو رأس المال،
- sc هو المدخرات من رأس المال،
- i هو جزء الأوراق المالية الجديدة التي تصدرها الشركات.

ثم يكمل كالدور بمعادلة السعر p للأوراق المالية، والتي تكون على النحو التالي:
{\displaystyle p={\frac {g(1-i)}{s_{c}}}}
ثم يواصل شرح تفسيره لهذه المعادلات:
وتفسير هذه المعادلات هو كما يلي:

 نظرًا لمعاملات الادخار ومعامل مكاسب رأس المال، ستوجد نسبة تقييم معينة تضمن توفير القدر الكافي من المدخرات من جانب القطاع الشخصي لشراء الأوراق المالية الجديدة التي تصدرها الشركات. ومن ثم، فإن المدخرات الصافية للقطاع الشخصي (المتاحة للاستثمار من قبل قطاع الأعمال) تعتمد ليس فقط على ميول الأفراد إلى الادخار، بل أيضًا على سياسات الشركات تجاه إصدار الأوراق المالية الجديدة.
في حالة عدم وجود إصدارات جديدة، يتم تحديد مستوى أسعار الأوراق المالية عند النقطة التي تتوازن فيها مشتريات الأوراق المالية من المدخرين مع مبيعاتهم، مما يجعل صافي المدخرات للقطاع الشخصي صفراً.
إصدار الأوراق المالية الجديدة من قبل الشركات سيؤدي إلى خفض أسعار الأوراق المالية (أي نسبة التقييم v) بما يكفي لتقليص بيع الأوراق المالية من جانب المدخرين بما يحفز المدخرات الصافية المطلوبة لشراء الإصدارات الجديدة.

إذا كانت i سالبة، وكانت الشركات مشترية صافية للأوراق المالية من القطاع الشخصي (وهذا ممكن عبر استرداد الأوراق المالية السابقة أو شراء أسهم من القطاع الخاص للاستحواذ على شركات تابعة)، فإن نسبة التقييم v سترتفع إلى النقطة التي تصبح فيها المدخرات الشخصية الصافية سالبة بالقدر اللازم لموازنة بيع الأوراق المالية من قبل القطاع الشخصي
من الواضح أن كالدور يضع شرط التوازن الذي بموجبه، مع ثبات العوامل الأخرى، يتطابق مخزون المدخرات الموجود في أي وقت معين مع العدد الإجمالي للأوراق المالية القائمة في السوق.

 ويواصل قائلاً:
في حالة توازن العصر الذهبي (مع وجود ثبات في معدل النمو g وثابت نسبة رأس المال إلى الناتج K/Y، بغض النظر عن قيمتهما)، ستكون نسبة التقييم v ثابتة، وقد تكون قيمتها أكبر من أو أقل من 1، اعتمادًا على قيم sc و sw و c و i.
في هذه الجملة، يوضح كالدور كيف يتم تحديد نسبة v في حالة التوازن (عندما يكون كل من g و K/Y ثابتين) من خلال عوامل مثل: مدخرات رأس المال sc، ومدخرات العمال sw، والاستهلاك الصافي من رأس المال c، وإصدار الأسهم الجديدة من قبل الشركات i.

ويذهب كالدور إلى أبعد من ذلك. فقد أكد سابقًا أن "حصة الاستثمار في إجمالي الدخل أعلى من حصة المدخرات في الأجور، أو في إجمالي الدخل الشخصي"، وهو أمر يعتبره "مسألة واقعية" (أي ظاهرة يمكن إثباتها تجريبيًا ويعتقد كالدور أنها صحيحة على الأرجح). تُعرف هذه الظاهرة باسم "متباينة باسينيتي"، وإذا ما أخذناها في الاعتبار، يمكننا أن نحدد بشكل أكثر دقة نسبة v:
يمكن للمرء أن يؤكد أنه، بالنظر إلى متباينة باسينيتي، حيث gK>sw⋅Y، فإن v<1 عندما يكون c=(1−sw) و i=0؛ مع i>0 سيكون هذا صحيحًا من باب أولى.
يتناسب هذا بشكل جيد مع الحقيقة أن v لكالدور و q لتوبين تميلان في المتوسط إلى أن تكون أقل من 1، مما يشير إلى أن متباينة باسينيتي من المرجح أن تكون صحيحة في الواقع التجريبي.

وأخيرًا، يتساءل كالدور عما إذا كان هذا التمرين يقدم أي دليل حول التطور المستقبلي لتوزيع الدخل في النظام الرأسمالي. كان الكلاسيكيون الجدد يميلون إلى القول بأن الرأسمالية ستؤدي في النهاية إلى تصفية الرأسماليين، مما يفضي إلى توزيع أكثر تجانسًا للدخل. ويطرح كالدور حالة قد يحدث فيها هذا ضمن إطاره النظري:
هل لهذه "نظرية باسينيتي الجديدة" أي حل طويل الأمد، "باسينيتي" أو "مضاد باسينيتي"؟ حتى الآن، لم نأخذ في الاعتبار التغير في توزيع الأصول بين "العمال" (أي صناديق التقاعد) و"الرأسماليين" — في الواقع، افترضنا أنه ثابت. ولكن بما أن الرأسماليين يبيعون الأسهم (إذا كانت c > 0) وصناديق التقاعد تشتريها، فيمكننا أن نفترض أن حصة الأصول الإجمالية في أيدي الرأسماليين ستتضاءل باستمرار، بينما تزداد حصة الأصول في أيدي صناديق العمال باستمرار حتى يأتي اليوم الذي لا يتبقى فيه أي سهم لدى الرأسماليين؛ وستمتلكه بالكامل صناديق التقاعد وشركات التأمين!

بينما يُعتبر هذا تفسيرًا محتملاً للتحليل، إلا أن كالدور يحذر منه ويقدم تفسيرًا بديلاً للنتائج:
لكن هذا الرأي يتجاهل أن صفوف الطبقة الرأسمالية تتجدد باستمرار عبر أبناء وبنات قادة الصناعة الجدد، الذين يحلون محل أحفاد وحفيدات القادة الأكبر سنًا الذين يبددون ميراثهم تدريجيًا من خلال الإنفاق بما يتجاوز دخلهم من أرباح الأسهم. ومن المنطقي أن نفترض أن قيمة أسهم الشركات الناشئة والنامية تنمو بمعدل أعلى من المتوسط، في حين تنمو قيمة أسهم الشركات القديمة (التي تتراجع أهميتها النسبية) بمعدل أقل. وهذا يعني أن معدل ارتفاع قيمة الأسهم في أيدي المجموعة الرأسمالية ككل، للأسباب المذكورة أعلاه، أكبر من معدل ارتفاع قيمة الأصول في أيدي صناديق التقاعد، وغيرها. ونظرًا للاختلاف في معدلات نمو قيمة صناديق الأوراق المالية - والذي يعتمد على معدل ظهور الشركات الجديدة واستبدال الشركات القديمة - أعتقد أنه يمكن إثبات وجود توزيع متوازن طويل الأمد للأصول بين الرأسماليين وصناديق التقاعد، بناءً على مجموعة معينة من قيم المعلمات، والذي سيظل ثابتًا.
نظرية كالدور في معامل v هي نظرية شاملة توفر تحديدًا متوازنًا للمتغير بناءً على النظرية الاقتصادية الكلية، وهو ما كان مفقودًا في معظم المناقشات الأخرى. ومع ذلك، فقد تم إهمال هذه النظرية إلى حد كبير في الوقت الحاضر، وأصبح التركيز منصبًا على مساهمة توبين اللاحقة. ومن هنا جاءت الحقيقة أن هذا المتغير يُعرف باسم q الخاص بتوبين وليس v الخاص بكالدور.

## معامل كاسل
في سبتمبر 1996، خلال غداء في البنك الأوروبي لإعادة الإعمار والتنمية (EBRD)، حضره توبين، ومارك كوتيس من البنك، وبريان ريدينج وجابرييل شتاين من شركة لومبارد ستريت للأبحاث المحدودة، ذكر توبين أنه "كما هو الحال مع معظم الاقتصاديين الأمريكيين، لم يقرأ شيئًا بأي لغة أجنبية"، وأنه "كما هو الحال مع معظم الاقتصاديين بعد الحرب، لم يقرأ شيئًا منشورًا قبل الحرب العالمية الثانية". لذا شعر بحرج شديد عندما اكتشف أن الاقتصادي السويدي جوستاف كاسل في عشرينيات القرن العشرين كان قد قدم نسبة بين القيمة السوقية للأصل المادي وقيمة استبداله، وأطلق عليها اسم "q". وبذلك، فإن معامل كاسل q يسبق كلاً من معامل كالدور وتوبين بعدة عقود.

## معامل توبين الحديq
تُعرّف قيمة q الهامشية لتوبين على أنها النسبة بين القيمة السوقية لوحدة إضافية من رأس المال وتكلفة استبدالها. 

## نسبة السعر إلى القيمة الدفترية (P/B)
في أوقات التضخم، تكون قيمة q أقل من نسبة السعر إلى القيمة الدفترية. خلال فترات التضخم الشديد، قد تقلل القيمة الدفترية من تقدير تكلفة استبدال أصول الشركة، لأن الارتفاع في أسعار الأصول بسبب التضخم لا ينعكس في البيانات المحاسبية المدرجة في الميزانية العمومية.

## الانتقادات
وقد وجد أوليفييه بلانشارد، وتشانغ يونغ ري، ولورانس سامرز، من خلال دراستهم لبيانات الاقتصاد الأميركي من عشرينيات القرن العشرين وحتى تسعينياته، أن "الأساسيات" تتنبأ بالاستثمار بشكل أفضل بكثير من معامل توبين. غير أن ما يسميه هؤلاء المؤلفون بـ"الأساسيات" هو معدل الربح، مما يربط هذه النتائج التجريبية بأفكار أقدم لكتّاب مثل ويسلي ميتشل، أو حتى كارل ماركس، والتي ترى أن الأرباح هي المحرك الأساسي للاقتصاد السوقي.
ويزعم دوغ هينوود، في كتابه وول ستريت، أن نسبة Q لا تنجح في التنبؤ بالاستثمار بدقة كما يدّعي توبين. ويقول: "إن البيانات الواردة في الورقة البحثية التي أعدها توبين وبرينارد عام 1977 تغطي الفترة من 1960 إلى 1974، وهي الفترة التي بدا فيها أن معامل q يفسر الاستثمار بشكل مقبول إلى حد ما". لكنه يضيف: "كما يُظهر الرسم البياني [انظر إلى اليمين]، بدأت العلاقة تتلاشى حتى قبل نشر البحث. فبينما بدا أن مؤشر q والاستثمار يتحركان معًا في النصف الأول من الرسم، إلا أنهما ينفصلان تقريبًا في منتصفه؛ إذ انهار مؤشر q خلال فترة انهيار سوق الأسهم في السبعينيات، في حين واصل الاستثمار ارتفاعه." (ص. 145).

## ملحوظات
1. ↑  Tobin's q is sometimes written as "Tobin's-q",  "Tobin's Q" or simply Q. It is also called Tobin's Quotient, since the Q stands for Quotient. Sometimes, people call it the "Brainard-Tobin Q."[8]

## قراءة إضافية
- Smithers، Andrew؛ Wright، Stephen (2000). Valuing Wall Street: Protecting Wealth in Turbulent Markets. McGraw-Hill. ISBN:978-0-07-135461-5.
- Investment Valuation: Tools and Techniques for Determining the Value of Any Asset

## روابط خارجية
- مؤشر توبين كيو متفائل بشكل معتدل بشأن الأسهم الأمريكية (اعتبارًا من مارس 2009)
- دليل الأفكار يطلق خدمة أبحاث Q الخاصة بـ Tobin استنادًا إلى مؤشر Q الخاص بـ James Tobin
- روبرت هوبشر يتحدث عن "سؤال تقييم السوق" نسخة محفوظة 2013-10-21 على موقع واي باك مشين.
- الأسئلة الشائعة حول نسبة Q لأندرو سميثرز نسخة محفوظة 30 مايو 2011 على موقع واي باك مشين.
- الرسوم البيانية وبيانات نسبة Q نسخة محفوظة 12 أغسطس 2014 على موقع واي باك مشين.